# 光学剧变类星体

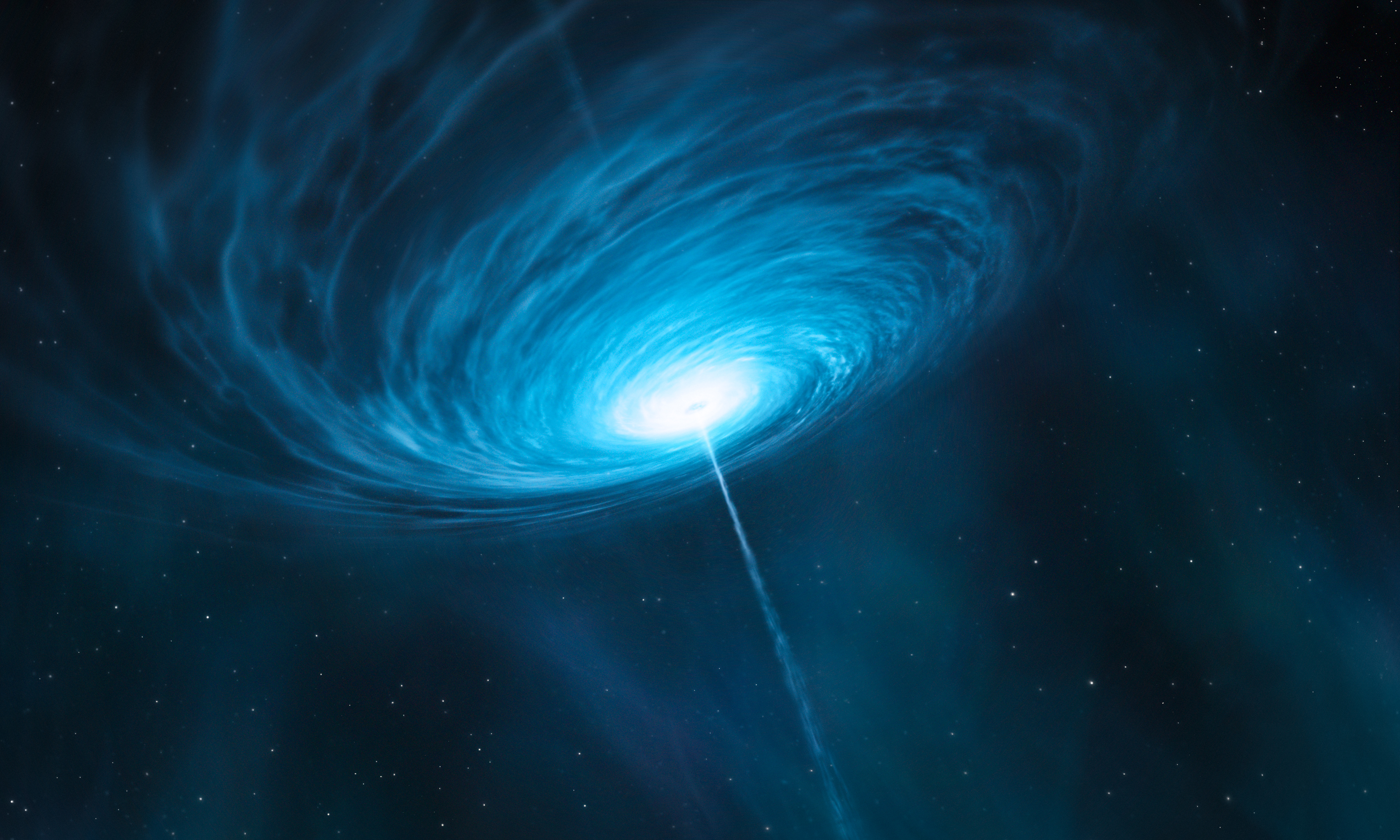
藝術家對光學劇變類星體3C 279印象

光學劇變類星體（英语：Optically violent variable quasar，通常縮寫為OVV類星體）是一種光度變化非常大的類星體。它是耀變體的次分類，由幾個罕見、非常明亮的電波星系組成的分類，其可見光的輸出在一天之內的變化可以達到50% 。光學劇變類星體基本上與高度極化類星體（HPQ，highly polarized quasars）、核心主導類星體（CDQ，core-dominated quasars）和平譜電波類星體（FSRQ，flat-spectrum radio quasars）為同性質的天體。只是使用的術語不同，但FSRQ正越來越受歡迎，有效地逐漸淘汰其它的術語。
在可見光的波長下，它們的外觀與蝎虎座BL型天體相似，但通常具有更強的寬發射線。

## 例子
- 3C 279
- S5 0014+81